# التسلسل الزمني للصراع الفلسطيني الإسرائيلي 2019
فيما يلي التسلسل الزمني لأحداث الصراع الفلسطيني الإسرائيلي في عام 2019. قُتل ما مجموعه 137 فلسطينيا، 135 على أيدي القوات الإسرائيلية واثنان على أيدي المستوطنين الإسرائيليين. قتل 28 طفلا، 26 فتى وفتاتان. قُتل 33 مدنيًا في إطار مُظاهرات مسيرة العودة الكبرى وقتل عشرة إسرائيليين على يد فلسطينيين وجُرح ما لا يقل عن 120.
نفّذ المستوطنون الإسرائيليون 341 هجوماً ضد فلسطينيين قُتل خلالها فلسطينيان وجُرح 115. تعرضت الأراضي والممتلكات الفلسطينية للتخريب، بما في ذلك ما يقرب من 8000 شجرة. كانت محافظة نابلس هي الأكثر تضررًا من عنف المستوطنين، تليها محافظة الخليل ومحافظة رام الله.

## فبراير

### 7 فبراير
تعرّضت المُراهِقة الإسرائيلية أوري أنسباخر البالغة من العمر 19 عامًا من تقوع للاغتصاب والقتل بوحشية على يد الفلسطيني عرفات ارفاعية أثناء سيرها في غابة عين ياعيل جنوب غرب القدس.

## مارس

### 6 مارس
اقتحمتْ مجموعة من المستوطنين برفقة جُنود الاحتلال مسجد النبي يونس في حلحول شمال الخليل. أطلق الجنود الرصاص المطاطي على المتظاهرين الفلسطينيين، مما أدى إلى إصابة اثنين.

### 17 مارس
الرقيب البالغ من العمر 19 عامًا. قُتل غال كايدن من بئر السبع في هجوم مسلح في مفرق أرييل. وبعد طعنه، سرق الجاني الفلسطيني سلاحه وأطلق النار عليه هو وشخصين آخرين في أماكن متفرقة.
وأصيب الحاخام أشياد إيتنغر (47 عاما)، وهو أب 12 من سكان إيلي، بجروح خطيرة أثناء مروره بسيارته بالقرب من مكان الهجوم. استشهد متأثرا بجراحه في اليوم التالي.

### 20 مارس
أحمد جمال مناصرة، (23 أو 26) من وادي فوكين، قُتل برصاص جندي إسرائيلي عند حاجز النشاش عند المدخل الجنوبي لقرية الخضر بالقرب من بيت لحم أثناء مُحاولته تقديم المساعدة لعائلة فلسطينية.
حوالي الساعة 9:00 مساءً، كانت عائلة في طريقها إلى منزلها في نحالين بعد زيارة أقاربها في أرطاس. كان يسافر في السيارة علاء (38) وزوجته ميساء (34) وابنتيهما (5 و8 سنوات). نشب خلاف بين علاء وسائق آخر على الطريق. حوالي 50 مترًا من حاجز النشاش نزل من سيارته لمواجهة السائق. لكن السائق لم يتوقف واستمر في السير، لكن علاء أُصيب في بطنه من طرف جندي كان متمركزًا في برج مراقبة قريب.
في نفس التوقيت تقريبًا، اقتربت سيارة أخرى يقودها أحمد مناصرة، تقلّ ثلاثة شبان آخرين. رأوا ميساء تطلب المساعدة ونزلوا من السيارة لمساعدتها. ساعد ثلاثة منهم علاء في ركوب سيارتهم الخاصة ونقلوه إلى المُستشفى لكن مناصرة بقى لمؤانسة ميساء وبناتها. ولدى خروجه من سيارة ميساء أصيب في يديه وصدره من قبل نفس الجندي الذي أطلق النار على علاء. وتُوفي في وقت لاحق مُتأثرا بجراحه.
وأصدر الجيش الإسرائيلي بيانًا قال فيه إنه تم إلقاء الحجارة على سيارات إسرائيلية وردا على ذلك أطلق الجندي النار على غياثة ومناصرة. وأجرت الشرطة العسكرية الإسرائيلية تحقيقا في الحادث. في أغسطس 2020، أفادت الأنباء أن المدعي العام العسكري سيطلب خدمة مجتمعية لمدة ثلاثة أشهر للجندي الذي قتل مناصرة كجزء من عقوبة الإقرار بالذنب.

## يوليو

### 16 يوليو
طارق زبانية (7 أعوام) من ترقوميا شمال غرب الخليل، قُتل في سيارة يقودها مستوطن إسرائيلي بينما كان يقود دراجته على الطريق الاستيطاني خارج مستوطنة عذورا.

## أغسطس

### 23 أغسطس
قُتلت رينا شنيرب البالغة من العمر 17 عامًا من مدينة اللد أثناء التنزه مع عائلتها في الطبيعة عندما فجر فلسطينيون عبوة ناسفة. أُصيب والدها وشقيقها بجروح خطيرة.

## أكتوبر

### 11 أكتوبر
- أصيب 49 متظاهرا خلال مواجهات بين مئات المتظاهرين الفلسطينيين والجنود الإسرائيليين شرقي قطاع غزة قرب الحدود مع إسرائيل. وكان 14 منهم طفلا بحسب وزارة الصحة في غزة.[13]

## نوفمبر

### 8 نوفمبر
- تظاهر آلاف الفلسطينيين على حدود غزة وأُصيب 69 منهم من طرف جنود إسرائيليين بحسب وزارة الصحة في غزة. 29 بالذخيرة الحية. أُصيبت عربة مصفحة بزجاجة حارقة.[14]

### 10 نوفمبر
- أصيب طفل فلسطيني يبلغ من العمر 14 عامًا بقنبلة غاز مسيل للدموع خلال مظاهرة مسيرة العودة الكبرى في غزة. توفي متأثرًا بجراحه بتاريخ 31/1/2020[15]

### 22 نوفمبر
داهم المستوطنون الإسرائيليون عدة قرى في محيط مدينة نابلس، وحرقوا عشرات السيارات المملوكة لفلسطينيين.